# Gmina Brześć Kujawski
Die Gmina Brześć Kujawski ist eine Stadt-und-Land-Gemeinde im Powiat Włocławski der Woiwodschaft Kujawien-Pommern in Polen. Ihr Sitz ist die gleichnamige Stadt mit etwa 4700 Einwohnern.

## Geographie

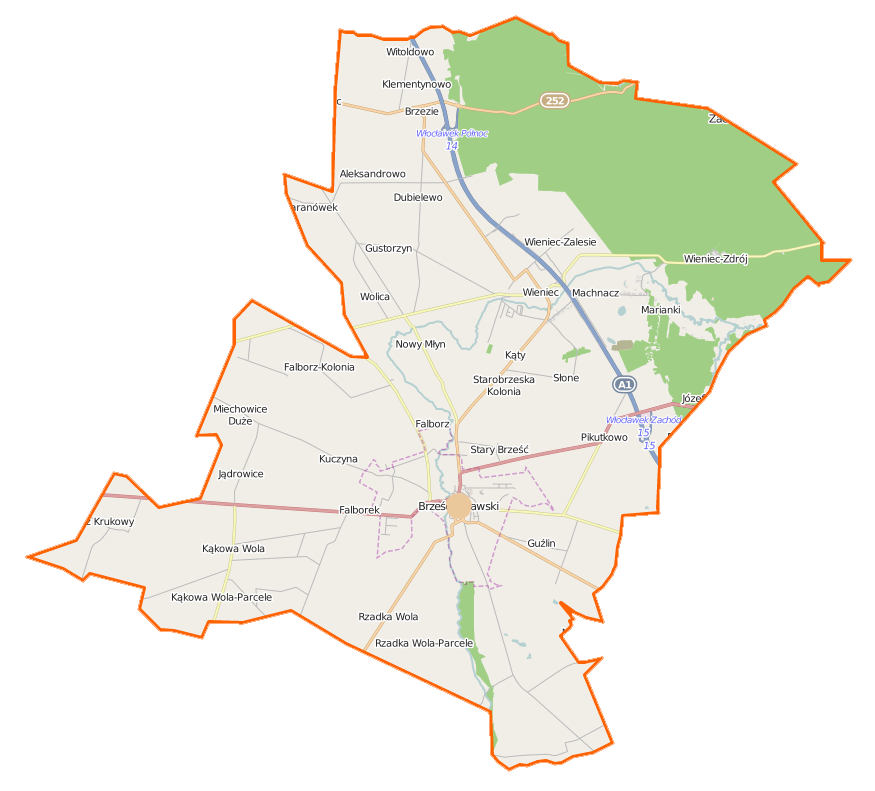
Karte der Gemeinde

Die Gemeinde grenzt im Osten an die Kreisstadt Włocławek und deren Landgemeinde.

## Geschichte
Im Rahmen der Zweiten Teilung Polens 1793 kam das Gemeindegebiet an Preußen. Im Jahr 1919 wurde es Teil des wiederentstandenen Polen. In der Besatzungszeit (1939–1945) des Zweiten Weltkriegs erhielten die Orte deutsche Namen. Noch vor Kriegsende kam das Gebiet wieder an Polen.
Die Gemeinde besteht seit 1973. Von 1919 bis 1921 bestanden auf dem heutigen Gemeindegebiet neben der Stadt die Landgemeinden Gmina Falborz und Gmina Wieniec (1919–1921: Gmina Pikutkowo). Von 1975 bis 1998 gehörte die Gemeinde zur Woiwodschaft Włocławek.

## Gliederung
Zur Stadt-und-Land-Gemeinde Brześć Kujawski gehören neben der Stadt 24 Dörfer mit Schulzenämtern (sołectwa):
| polnischer Name      | deutscher Name (1943–45)                           |
| -------------------- | -------------------------------------------------- |
| Aleksandrowo         | Eichstätten                                        |
| Brześć Kujawski      | 1939–43 Kujawisch-Brest 1943–45 Brest (Wartheland) |
| Brzezie              | Fuchswinkel                                        |
| Dubielewo            | Wiesenberg                                         |
| Falborz              | Fallbusch                                          |
| Gustorzyn            | Gusten                                             |
| Guźlin               | 1939–43 Guschlin 1943–45 Hasenfeld                 |
| Jądrowice            | Kernrode                                           |
| Jaranówek            | Willenfeld                                         |
| Kąkowa Wola          | Kornrade                                           |
| Kąkowa Wola Parcele  | Neukornrade                                        |
| Kąty                 | Eckenhörde                                         |
| Klementynowo         | Klementinowo                                       |
| Kuczyna              | Kutschin                                           |
| Machnacz             | Friedersbach                                       |
| Miechowice           | Sachsenbach                                        |
| Miechowice Nowe      | Gut Sachsenbach                                    |
| Pikutkowo            | Pikenfeld                                          |
| Redecz Krukowy       | Redetz                                             |
| Rzadka Wola          | Vormbach                                           |
| Rzadka Wola Parcele  |                                                    |
| Słone                | Schlohendorf                                       |
| Sokołowo             | Soldingen                                          |
| Sokołowo Parcele     | Gut Sokolowo                                       |
| Starobrzeska Kolonia |                                                    |
| Stary Brześć         | Altbrest                                           |
| Wieniec              | Wienitz                                            |
| Wieniec-Zalesie      |                                                    |
| Wieniec-Zdrój        | Bad Kranzheide                                     |
| Witoldowo            | Wildenau                                           |
| Wolica               | Wolken                                             |

## Sehenswürdigkeiten
In Redecz Krukowy
- Museum für Waffen, Wissenschaft und Technologie (Kujawskie Muzeum Oręża, Nauki i Techniki)
- Museum für Landtechnik und Landwirtschaft (Muzeum Techniki Rolniczej i Gospodarstwa Wiejskiego)
- Das Kujawische Eisenbahnmuseum

## Verkehr
Durch den nordöstlichen Teil der Gemeinde führt die Autobahn A1. Durch Gemeinde und die Stadt führt die Landesstraße DK62 von Strzelno nach Włocławek. Der nächste internationale Flughafen ist Łódź, er liegt etwa 100 Kilometer südlich.